# Luis Comitante
Luis Comitante (16 de junio de 1912-?) fue un jugador y entrenador de fútbol uruguayo-brasileño. Entre los equipos que ha dirigido incluyen el Santos y la selección nacional de El Salvador.

## Clubes
| Club                     | País        | Año       |
| ------------------------ | ----------- | --------- |
| Moto Club                | Brasil      | 1945-1950 |
| Santos FC                | Brasil      | 1951-1952 |
| ABC                      | Brasil      | 1958-1961 |
| Selección de El Salvador | El Salvador | 1962-1963 |
| Marathón                 | Honduras    | 1963-1965 |
| UNAH                     | Honduras    | 1965-1968 |
| Juventud Olímpica        | El Salvador | 1968      |
| Vida                     | Honduras    | 1967-1970 |